# Hydrochoerus isthmius
Hydrochoerus isthmius, conhecido por Capivara menor ou Capivara-do-istmo é uma espécie de roedor da família Caviidae. É um grande roedor semiaquático encontrado no leste do Panamá, noroeste da Colômbia e oeste da Venezuela. Foi reconhecida como uma subespécie distinta em 1912, e foi elevada ao status de espécie em 1991. Reproduz-se o ano inteiro, podem ser diurnas ou notívagas e solitárias ou sociais dependendo da estação, do habitat e da pressão da caça. Esta espécie é relatada como comum no Panamá e na Colômbia, mas rara na Venezuela.